# Офсет
Офсет — вид компенсаційної угоди при закупівлі імпортної продукції, істотною умовою якої є виставлення зустрічних вимог щодо інвестування частини коштів від суми контракту в економіку країни-імпортера. У світовій практиці офсетні угоди найпоширеніші в сфері імпорту продукції військово-промислового комплексу, але зустрічаються і в цивільному секторі при закупівлі дорогої продукції, особливо високотехнологічної.

## Зміст офсету
Покупець і постачальник (продавець) укладають контракт про постачання якогось обладнання з певною вартістю. При цьому, це може бути не один контракт, а серія взаємопов'язаних договорів. Покупець перераховує продавцеві 100 % вартості обладнання, закриваючи тим самим угоду зі свого боку. Продавець передає продукцію, а крім того, на умовах прописаних у договорі, направляє частину коштів від угоди на виконання офсетних зобов'язань або передає певні власні технології стороні, що купує.
Офсетна угода є обтяженням для продавця, але оскільки подібний механізм практично завжди застосовується тільки в галузях з дорогою продукцією (авіація, ВПК, суднобудування і т. д.), покупець має можливість диктувати свої умови. При цьому негативним наслідком включення офсетних зобов'язань у контракт є подорожчання його вартості. Це викликано тим, що постачальник закладає в неї витрати на реалізацію офсетних програм.

## Види офсетних зобов'язань
Під офсетними зобов'язаннями розуміють вид виконуваних постачальником продукції вимог зі сторони замовника. В залежності від суми контракту, виду закуповуваної продукції, умов по офсету в країні-імпортері вони можуть доповнюватися або скорочуватися. Відомі на сьогоднішній день види офсетних зобов'язань:
- прямі інвестиції (у тому числі вкладення в інвестиційні проєкти, безпосередньо не пов'язані з постачальником продукції);
- трансферт технологій;
- інвестиції в НДДКР;
- відкриття спільного виробництва на території країни-імпортера;
- локалізація виробництва на території країни-імпортера;
- будівництво спеціалізованих навчальних центрів, реалізація програм підготовки та перепідготовки фахівців різного спрямування для держави-імпортера;
- розвиток інфраструктури, а також соціальної інфраструктури.

## Застосування офсетних (компенсаційних) програм в Україні
При здійсненні імпорту товарів військового та подвійного призначення юридичною основою у міжнародній торгівлі служать два положення, які містяться в регуляціях Світової організації торгівлі (СОТ) та Європейського союзу.
1. ГАТТ, Стаття XXI «Безпекові винятки» Генеральної угоди з тарифів і торгівлі (ГАТТ) встановлює, що «ніщо у цій угоді не може тлумачитись … як заборона будь-якій торгуючій стороні застосовувати будь-які заходи, які вона вважає за потрібне для захисту важливих інтересів своєї безпеки … у зв’язку з виробництвом або торгівлею зброєю, боєприпасами й військовими матеріалами і такого трафіку інших товарів та матеріалів, який здійснюється прямо чи опосередковано в цілях забезпечення військового відомства».
2. Стаття 296 Договору про заснування Європейського співтовариства зазначає, що «будь-яка держава-член може застосовувати такі заходи, які вона вважає необхідними для захисту важливих інтересів своєї безпеки і які пов’язані з виробництвом або торгівлею зброєю та військовими матеріалами». Дане положення є частиною консолідованих договорів ЄС і не зазнає змін у випадку затвердження Лісабонського договору.

## Приклади офсету
- У 1989 році Франція підписала з Саудівською Аравією контракт на постачання трьох фрегатів вартістю 18 млрд франків. Він передбачав реінвестиції в економіку країни на рівні 35 % від вартості контракту. Пізніше США, Велика Британія і Франція підписали з Саудівською Аравією рамкову угоду про зустрічні інвестиції в цивільний сектор економіки королівства. Ці угоди стосуються насамперед високотехнологічних, а не нафтових секторів економіки королівства.
- У листопаді 1996 року Індія замовила у Росії 40 винищувачів Су-30МКІ при домовленості строком на двадцять років випускати ці літаки за ліцензією на індійському заводі в кількості до 150 штук з правом реекспорту.

## Список використаної літератури
- Серія словників Economicus
- Портал дистанційного навчання «Державні закупівлі»[недоступне посилання з липня 2019]
- Торговельні компенсаційні операції
- Економічна правда: «Уряд затвердив порядок формування та реалізації держоборонзамовлення»
- Економічний словник «Economics focus»